# Hán Thành Đế
Hán Thành Đế (chữ Hán: 汉成帝; 51 TCN – 17 tháng 4, 7 TCN), húy Lưu Ngao (劉驁) là vị Hoàng đế thứ 12 của nhà Tây Hán trong lịch sử Trung Quốc. Ông cai trị từ ngày 4 tháng 8 năm 33 TCN đến khi qua đời, tổng 26 năm.
Hán Thành Đế bị đánh giá là hôn quân trong lịch sử nhà Hán, ham mê tửu sắc, hoang dâm vô đạo không lo việc triều chính. Quyền hành trong triều đều bị phân hóa vào tay họ Vương, dòng họ của mẹ ông là Vương Chính Quân (王政君), đây là tiền đề để Vương Mãng (王莽) giành quyền lực.

## Thân thế
Lưu Ngao sinh năm 51 TCN, là con trưởng của Hán Nguyên Đế Lưu Thích và Hiếu Nguyên hoàng hậu Vương Chính Quân. Khi còn nhỏ, ông nổi tiếng thông minh và rất được ông nội Hán Tuyên Đế Lưu Tuân yêu quý. Lưu Ngao thích đọc kinh thư, biết nhiều và rất khiêm tốn, cẩn thận. Năm Lưu Ngao lên 2 tuổi (49 TCN), ông nội là Hán Tuyên Đế qua đời, thái tử Thích lên nối ngôi, tức là Hán Nguyên Đế.
Năm 46 TCN, Vương Chính Quân được lập làm Hoàng hậu, Lưu Ngao được phong làm Thái tử. Năm đó ông lên 6 tuổi.
Càng lớn, Hán Nguyên Đế càng không thích tác phong của Lưu Ngao mà lại thích con trai của Phó Chiêu nghi - Sơn Dương vương Lưu Khang. Năm 35 TCN, em trai út của Hán Nguyên Đế là Trung Sơn vương Lưu Cánh mất, Lưu Ngao đã tỏ thái độ thiếu tôn trọng với Trung Sơn vương khiến Nguyên Đế rất giận.
Hán Nguyên Đế yêu thích âm nhạc, và Lưu Khang đã ra sức học thổi sáo, chơi trống rất tài năng khiến Nguyên Đế rất vui, trong khi đó Lưu Ngao lại chỉ thích rượu chè, gái đẹp và những trò hưởng lạc. Vào một hôm, Nguyên Đế ngã bệnh, Phó chiêu nghi và Lưu Khang thường xuyên được vời vào hầu bệnh, dưới tác động của Phó chiêu nghi, Nguyên Đế muốn ra chỉ thay ngôi Thái tử nhưng đại thần Sử Đan (史丹) khuyên can mới thôi được.

## Cai trị
Năm 33 TCN, Hán Nguyên Đế mất, Lưu Ngao lên ngôi, tức là Hán Thành Đế, Vương Chính Quân trở thành Hoàng thái hậu. Lưu Khang được cải phong Định Đào vương (定陶王), cai quản vùng Định Đào, còn Phó Chiêu nghi trở thành Định Đào Thái hậu (定陶太后). Dù âm mưu phế Thái tử trước đây, nhưng Hán Thành Đế và Vương thái hậu vẫn thân thiết với 2 mẹ con Phó thái hậu, thường triệu về kinh để bớt lời dị nghị từ phía đại thần đối với Lưu Khang.
Khi lên ngôi, Hán Thành Đế Lưu Ngao không chuyên tâm điều khiển chính sự, mà giao hết quyền hành trong triều cho các cậu họ Vương bên mẹ: Vương Phượng làm Đại Tư mã, Đại tướng quân kiêm Thượng thư lệnh, đồng thời phong 5 người thân thích bên mẹ khác gồm Vương Đàm, Vương Thương, Vương Lập, Vương Căn, Vương Phùng lên tước Hầu, họ Vương từ đấy lũng đoạn chính sự. Hán Thành Đế nhiều lần nhận ra sự chuyên quyền của họ Vương, nhưng do ảnh hưởng của mẹ ruột là Vương Thái hậu mà nhắm mắt làm ngơ. Chính sự bất ổn, mà bên ngoài liên tiếp có thiên tai, nhân dân khốn cùng bị bóc lột bèn nổi dậy chống lại.
Năm 29, Hầu Vô Tích khởi nghĩa ở Đông Quận, năm 22 TCN Thân Đồ Thánh khởi nghĩa ở Dĩnh Xuyên, năm 18 TCN Trịnh Cung nổi dậy ở Quảng Hán, Tô Lệnh nổi dậy ở Sơn Dương,… Năm 19 TCN, cuộc nổi dậy của Tô Lệnh lan ra 19 quận, giết các Thái thú nhà Hán. Triều đình phải cử nhiều binh tướng đi đánh dẹp trong nhiều năm mới dẹp được các cuộc nổi dậy này. Còn về phương Đông, lúc này nước Đông Phù Dư thì vẫn còn lớn mạnh, không thần phục nhà Hán, không những vậy, sự xuất hiện và ra đời của nước Cao Câu Ly vào năm 37 TCN, nước này đã coi nhà Hán là kẻ thù và đã tấn công sáp nhập lấy quận Huyền Thổ, Liêu Đông (là 2 trong số 4 quận mà nhà Hán đã lập ra trên đất Triều Tiên để cai trị) vào lãnh thổ khiến nhà Hán càng về sau càng suy yếu.

## Vấn nạn Hậu cung

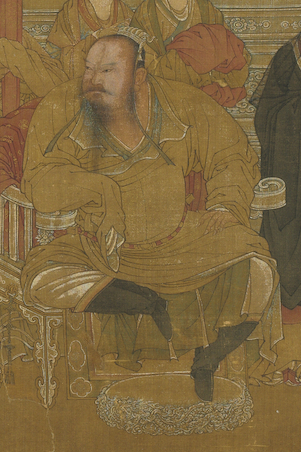
Hán Thành Đế

Trong cung, Hứa hoàng hậu và Ban Tiệp dư, 2 người được Hán Thành Đế sủng ái đều không có con, đâm ra chán nản. Cùng với sự khuyến khích của Vương Thái hậu cùng quần thần, ông còn không thương xót chuyện ly tán người thân trong thiên hạ, ra lệnh bắt bằng đủ 3000 mỹ nữ đưa vào hậu cung để có người nối dõi.
Năm 19 TCN, sau lần đến phủ chị gái là Dương A Công chúa (陽阿公主), ông gặp được 1 ca nữ tuyệt sắc là Triệu Phi Yến cùng người em cũng xinh đẹp không kém Triệu Hợp Đức, ngay lúc đó Hán Thành Đế đã say đắm cả hai người và đưa vào cung phong làm Phi tần. Hứa hoàng hậu và Ban tiệp dư đều bị thất sủng.
Năm 18 TCN, chị của Hứa Hoàng hậu là Hứa Yết trù ẻo Đại tướng quân Vương Phượng, Vương Thái hậu tức giận cho điều tra, cùng với hai chị em họ Triệu tố cáo, Hứa hoàng hậu bị tra ra tội trù yếm bùa chú trong cung. Vương Thái hậu sau đó ép Thành Đế phế truất Hứa hoàng hậu. Ban Tiệp dư lo sợ mình sẽ lại bị hại như Hoàng hậu, bèn tìm đến Trường Tín cung của Thái hậu, xin hầu hạ nơi đấy, tránh xa Hậu cung. Từ đấy họ Triệu độc sủng hậu cung. Hán Thành Đế muốn phong Triệu Phi Yến làm Hoàng hậu, nhưng do thân phận ti tiện, xuất thân hàn vi nên Vương thái hậu không đồng ý. Đến năm 16 TCN, sau nhiều lần thuyết phục và gia phong cho cha của Triệu Phi Yến, Thái hậu cũng đồng ý lập Triệu Phi Yến làm Hoàng hậu, em gái Triệu Hợp Đức cũng được phong làm Chiêu nghi. Từ đấy Hán Thành Đế chỉ sủng hạnh hai chị em họ Triệu, cùng họ xa hoa hưởng lạc. Ông cho xây Chiêu Dương cung (昭陽宮), rất tốn kém và huy động hàng chục vạn dân phu xây lăng mộ rất lớn và xa hoa cho mình trong hàng chục năm. Cũng vì ỷ sủng mà sinh kiêu, Triệu Hợp Đức ra sức giết chết các cung tần có thai với Hán Thành Đế, dần khiến Thành Đế đoạn tử tuyệt tôn, trở thành vấn đề nhức nhối của ông.
Năm 9 TCN, do không có con trai, Hán Thành Đế bèn triệu em trai là Trung Sơn vương Lưu Hưng và cháu trai là Định Đào vương Lưu Hân về Trường An, hòng chọn người kế vị. Bà nội của Lưu Hân là Đinh Đào Phó Thái hậu, đã diện kiến Triệu Hoàng hậu cùng những hòm châu báu, mong Hoàng hậu nói giúp với Hán Thành Đế lập cháu mình đăng ngôi, quả nhiên sau đó Hán Thành Đế lập Lưu Hân làm Thái tử.

## Qua đời
Năm 7 TCN, ngày 18 tháng 3 (tức ngày 17 tháng 4 dương lịch), Hán Thành Đế Lưu Ngao băng hà ở Vị Ương cung (未央宮) sau 26 năm ở ngôi, hưởng dương 44 tuổi. Ông được tôn miếu hiệu là Thống Tông (統宗), thụy hiệu là Hiếu Thành hoàng đế (孝成皇帝), an táng tại Đình Lăng (延陵).
Thái tử Lưu Hân lên kế vị, trở thành Hán Ai Đế.

## Niên hiệu
Trong 26 năm cai trị, Hán Thành Đế đặt ra các niên hiệu sau:
- Cánh Ninh (6 tháng cuối năm 33 TCN) [6].
- Kiến Thủy (建始; 32-28 TCN).
- Hà Bình (河平; 28-25 TCN).
- Dương Sóc (陽朔; 24-21 TCN).
- Hồng Gia (鴻嘉; 20-17 TCN).
- Vĩnh Thủy (永始; 16-13 TCN).
- Nguyên Đình (元延; 12-9 TCN).
- Tuy Hòa (綏和; 9-7 TCN).

## Gia quyến
|  |  |  |  |  |  |  |  |                                     |                                     |                                     |                                     |                                     |                                     |  |  |  |  |                                    |                                    |                                    |                                    | 1 Hán Cao Tổ ?-195TCN 256-195TCN   |                                    |  |  |  |  |                                    |                                    |                                    |                                    |                                    |                                    |  |  |  |  |                                         |                                         |                                         |                                         |                                         |                                         |  |  |  |  |                                        |                                        |                                        |                                        |                                        |                                        |  |  |  |  |  |  |  |  |  |  |  |  |  |  |  |  |  |  |  |  |  |  |  |  |
|  |  |  |  |  |  |  |  |                                     |                                     |                                     |                                     |                                     |                                     |  |  |  |  |                                    |                                    |                                    |                                    |                                    |                                    |  |  |  |  |                                    |                                    |                                    |                                    |                                    |                                    |  |  |  |  |                                         |                                         |                                         |                                         |                                         |                                         |  |  |  |  |                                        |                                        |                                        |                                        |                                        |                                        |  |  |  |  |  |  |  |  |  |  |  |  |  |  |  |  |  |  |  |  |  |  |  |  |
|  |  |  |  |  |  |  |  |                                     |                                     |                                     |                                     |                                     |                                     |  |  |  |  |                                    |                                    |                                    |                                    |                                    |                                    |  |  |  |  |                                    |                                    |                                    |                                    |                                    |                                    |  |  |  |  |                                         |                                         |                                         |                                         |                                         |                                         |  |  |  |  |                                        |                                        |                                        |                                        |                                        |                                        |  |  |  |  |  |  |  |  |  |  |  |  |  |  |  |  |  |  |  |  |  |  |  |  |
|  |  |  |  |  |  |  |  | 5 Hán Văn Đế 180-157TCN 202–157TCN  | 5 Hán Văn Đế 180-157TCN 202–157TCN  | 5 Hán Văn Đế 180-157TCN 202–157TCN  | 5 Hán Văn Đế 180-157TCN 202–157TCN  | 5 Hán Văn Đế 180-157TCN 202–157TCN  | 5 Hán Văn Đế 180-157TCN 202–157TCN  |  |  |  |  | Lưu Cứ                             | Lưu Cứ                             | Lưu Cứ                             | Lưu Cứ                             | Lưu Cứ                             | Lưu Cứ                             |  |  |  |  | Lưu Bác                            | Lưu Bác                            | Lưu Bác                            | Lưu Bác                            | Lưu Bác                            | Lưu Bác                            |  |  |  |  | 2 Hán Huệ Đế 194-188TCN 210–188TCN      | 2 Hán Huệ Đế 194-188TCN 210–188TCN      | 2 Hán Huệ Đế 194-188TCN 210–188TCN      | 2 Hán Huệ Đế 194-188TCN 210–188TCN      | 2 Hán Huệ Đế 194-188TCN 210–188TCN      | 2 Hán Huệ Đế 194-188TCN 210–188TCN      |  |  |  |  |                                        |                                        |                                        |                                        |                                        |                                        |  |  |  |  |  |  |  |  |  |  |  |  |  |  |  |  |  |  |  |  |  |  |  |  |
|  |  |  |  |  |  |  |  | 5 Hán Văn Đế 180-157TCN 202–157TCN  | 5 Hán Văn Đế 180-157TCN 202–157TCN  | 5 Hán Văn Đế 180-157TCN 202–157TCN  | 5 Hán Văn Đế 180-157TCN 202–157TCN  | 5 Hán Văn Đế 180-157TCN 202–157TCN  | 5 Hán Văn Đế 180-157TCN 202–157TCN  |  |  |  |  | Lưu Cứ                             | Lưu Cứ                             | Lưu Cứ                             | Lưu Cứ                             | Lưu Cứ                             | Lưu Cứ                             |  |  |  |  | Lưu Bác                            | Lưu Bác                            | Lưu Bác                            | Lưu Bác                            | Lưu Bác                            | Lưu Bác                            |  |  |  |  | 2 Hán Huệ Đế 194-188TCN 210–188TCN      | 2 Hán Huệ Đế 194-188TCN 210–188TCN      | 2 Hán Huệ Đế 194-188TCN 210–188TCN      | 2 Hán Huệ Đế 194-188TCN 210–188TCN      | 2 Hán Huệ Đế 194-188TCN 210–188TCN      | 2 Hán Huệ Đế 194-188TCN 210–188TCN      |  |  |  |  |                                        |                                        |                                        |                                        |                                        |                                        |  |  |  |  |  |  |  |  |  |  |  |  |  |  |  |  |  |  |  |  |  |  |  |  |
|  |  |  |  |  |  |  |  |                                     |                                     |                                     |                                     |                                     |                                     |  |  |  |  |                                    |                                    |                                    |                                    |                                    |                                    |  |  |  |  |                                    |                                    |                                    |                                    |                                    |                                    |  |  |  |  |                                         |                                         |                                         |                                         |                                         |                                         |  |  |  |  |                                        |                                        |                                        |                                        |                                        |                                        |  |  |  |  |  |  |  |  |  |  |  |  |  |  |  |  |  |  |  |  |  |  |  |  |
|  |  |  |  |  |  |  |  | 6 Hán Cảnh Đế 157-141TCN 188–141TCN | 6 Hán Cảnh Đế 157-141TCN 188–141TCN | 6 Hán Cảnh Đế 157-141TCN 188–141TCN | 6 Hán Cảnh Đế 157-141TCN 188–141TCN | 6 Hán Cảnh Đế 157-141TCN 188–141TCN | 6 Hán Cảnh Đế 157-141TCN 188–141TCN |  |  |  |  | Lưu Tiến                           | Lưu Tiến                           | Lưu Tiến                           | Lưu Tiến                           | Lưu Tiến                           | Lưu Tiến                           |  |  |  |  | 9 Xương Ấp Vương 74-74TCN 92-59TCN | 9 Xương Ấp Vương 74-74TCN 92-59TCN | 9 Xương Ấp Vương 74-74TCN 92-59TCN | 9 Xương Ấp Vương 74-74TCN 92-59TCN | 9 Xương Ấp Vương 74-74TCN 92-59TCN | 9 Xương Ấp Vương 74-74TCN 92-59TCN |  |  |  |  | 3 Hán Tiền Thiếu Đế 188-184TCN ?–184TCN | 3 Hán Tiền Thiếu Đế 188-184TCN ?–184TCN | 3 Hán Tiền Thiếu Đế 188-184TCN ?–184TCN | 3 Hán Tiền Thiếu Đế 188-184TCN ?–184TCN | 3 Hán Tiền Thiếu Đế 188-184TCN ?–184TCN | 3 Hán Tiền Thiếu Đế 188-184TCN ?–184TCN |  |  |  |  | 4 Hán Hậu Thiếu Đế 184-180TCN ?–180TCN | 4 Hán Hậu Thiếu Đế 184-180TCN ?–180TCN | 4 Hán Hậu Thiếu Đế 184-180TCN ?–180TCN | 4 Hán Hậu Thiếu Đế 184-180TCN ?–180TCN | 4 Hán Hậu Thiếu Đế 184-180TCN ?–180TCN | 4 Hán Hậu Thiếu Đế 184-180TCN ?–180TCN |  |  |  |  |  |  |  |  |  |  |  |  |  |  |  |  |  |  |  |  |  |  |  |  |
|  |  |  |  |  |  |  |  | 6 Hán Cảnh Đế 157-141TCN 188–141TCN | 6 Hán Cảnh Đế 157-141TCN 188–141TCN | 6 Hán Cảnh Đế 157-141TCN 188–141TCN | 6 Hán Cảnh Đế 157-141TCN 188–141TCN | 6 Hán Cảnh Đế 157-141TCN 188–141TCN | 6 Hán Cảnh Đế 157-141TCN 188–141TCN |  |  |  |  | Lưu Tiến                           | Lưu Tiến                           | Lưu Tiến                           | Lưu Tiến                           | Lưu Tiến                           | Lưu Tiến                           |  |  |  |  | 9 Xương Ấp Vương 74-74TCN 92-59TCN | 9 Xương Ấp Vương 74-74TCN 92-59TCN | 9 Xương Ấp Vương 74-74TCN 92-59TCN | 9 Xương Ấp Vương 74-74TCN 92-59TCN | 9 Xương Ấp Vương 74-74TCN 92-59TCN | 9 Xương Ấp Vương 74-74TCN 92-59TCN |  |  |  |  | 3 Hán Tiền Thiếu Đế 188-184TCN ?–184TCN | 3 Hán Tiền Thiếu Đế 188-184TCN ?–184TCN | 3 Hán Tiền Thiếu Đế 188-184TCN ?–184TCN | 3 Hán Tiền Thiếu Đế 188-184TCN ?–184TCN | 3 Hán Tiền Thiếu Đế 188-184TCN ?–184TCN | 3 Hán Tiền Thiếu Đế 188-184TCN ?–184TCN |  |  |  |  | 4 Hán Hậu Thiếu Đế 184-180TCN ?–180TCN | 4 Hán Hậu Thiếu Đế 184-180TCN ?–180TCN | 4 Hán Hậu Thiếu Đế 184-180TCN ?–180TCN | 4 Hán Hậu Thiếu Đế 184-180TCN ?–180TCN | 4 Hán Hậu Thiếu Đế 184-180TCN ?–180TCN | 4 Hán Hậu Thiếu Đế 184-180TCN ?–180TCN |  |  |  |  |  |  |  |  |  |  |  |  |  |  |  |  |  |  |  |  |  |  |  |  |
|  |  |  |  |  |  |  |  | 7 Hán Vũ Đế 140-87TCN 156-87TCN     | 7 Hán Vũ Đế 140-87TCN 156-87TCN     | 7 Hán Vũ Đế 140-87TCN 156-87TCN     | 7 Hán Vũ Đế 140-87TCN 156-87TCN     | 7 Hán Vũ Đế 140-87TCN 156-87TCN     | 7 Hán Vũ Đế 140-87TCN 156-87TCN     |  |  |  |  | 10 Hán Tuyên Đế 74-49TCN 91-49TCN  | 10 Hán Tuyên Đế 74-49TCN 91-49TCN  | 10 Hán Tuyên Đế 74-49TCN 91-49TCN  | 10 Hán Tuyên Đế 74-49TCN 91-49TCN  | 10 Hán Tuyên Đế 74-49TCN 91-49TCN  | 10 Hán Tuyên Đế 74-49TCN 91-49TCN  |  |  |  |  |                                    |                                    |                                    |                                    |                                    |                                    |  |  |  |  |                                         |                                         |                                         |                                         |                                         |                                         |  |  |  |  |                                        |                                        |                                        |                                        |                                        |                                        |  |  |  |  |  |  |  |  |  |  |  |  |  |  |  |  |  |  |  |  |  |  |  |  |
|  |  |  |  |  |  |  |  | 7 Hán Vũ Đế 140-87TCN 156-87TCN     | 7 Hán Vũ Đế 140-87TCN 156-87TCN     | 7 Hán Vũ Đế 140-87TCN 156-87TCN     | 7 Hán Vũ Đế 140-87TCN 156-87TCN     | 7 Hán Vũ Đế 140-87TCN 156-87TCN     | 7 Hán Vũ Đế 140-87TCN 156-87TCN     |  |  |  |  | 10 Hán Tuyên Đế 74-49TCN 91-49TCN  | 10 Hán Tuyên Đế 74-49TCN 91-49TCN  | 10 Hán Tuyên Đế 74-49TCN 91-49TCN  | 10 Hán Tuyên Đế 74-49TCN 91-49TCN  | 10 Hán Tuyên Đế 74-49TCN 91-49TCN  | 10 Hán Tuyên Đế 74-49TCN 91-49TCN  |  |  |  |  |                                    |                                    |                                    |                                    |                                    |                                    |  |  |  |  |                                         |                                         |                                         |                                         |                                         |                                         |  |  |  |  |                                        |                                        |                                        |                                        |                                        |                                        |  |  |  |  |  |  |  |  |  |  |  |  |  |  |  |  |  |  |  |  |  |  |  |  |
|  |  |  |  |  |  |  |  | 8 Hán Chiêu Đế 95–74TCN 87-74TCN    | 8 Hán Chiêu Đế 95–74TCN 87-74TCN    | 8 Hán Chiêu Đế 95–74TCN 87-74TCN    | 8 Hán Chiêu Đế 95–74TCN 87-74TCN    | 8 Hán Chiêu Đế 95–74TCN 87-74TCN    | 8 Hán Chiêu Đế 95–74TCN 87-74TCN    |  |  |  |  | 11 Hán Nguyên Đế 49-33TCN 76–33TCN | 11 Hán Nguyên Đế 49-33TCN 76–33TCN | 11 Hán Nguyên Đế 49-33TCN 76–33TCN | 11 Hán Nguyên Đế 49-33TCN 76–33TCN | 11 Hán Nguyên Đế 49-33TCN 76–33TCN | 11 Hán Nguyên Đế 49-33TCN 76–33TCN |  |  |  |  |                                    |                                    |                                    |                                    |                                    |                                    |  |  |  |  |                                         |                                         |                                         |                                         |                                         |                                         |  |  |  |  |                                        |                                        |                                        |                                        |                                        |                                        |  |  |  |  |  |  |  |  |  |  |  |  |  |  |  |  |  |  |  |  |  |  |  |  |
|  |  |  |  |  |  |  |  | 8 Hán Chiêu Đế 95–74TCN 87-74TCN    | 8 Hán Chiêu Đế 95–74TCN 87-74TCN    | 8 Hán Chiêu Đế 95–74TCN 87-74TCN    | 8 Hán Chiêu Đế 95–74TCN 87-74TCN    | 8 Hán Chiêu Đế 95–74TCN 87-74TCN    | 8 Hán Chiêu Đế 95–74TCN 87-74TCN    |  |  |  |  | 11 Hán Nguyên Đế 49-33TCN 76–33TCN | 11 Hán Nguyên Đế 49-33TCN 76–33TCN | 11 Hán Nguyên Đế 49-33TCN 76–33TCN | 11 Hán Nguyên Đế 49-33TCN 76–33TCN | 11 Hán Nguyên Đế 49-33TCN 76–33TCN | 11 Hán Nguyên Đế 49-33TCN 76–33TCN |  |  |  |  |                                    |                                    |                                    |                                    |                                    |                                    |  |  |  |  |                                         |                                         |                                         |                                         |                                         |                                         |  |  |  |  |                                        |                                        |                                        |                                        |                                        |                                        |  |  |  |  |  |  |  |  |  |  |  |  |  |  |  |  |  |  |  |  |  |  |  |  |
|  |  |  |  |  |  |  |  |                                     |                                     |                                     |                                     |                                     |                                     |  |  |  |  |                                    |                                    |                                    |                                    |                                    |                                    |  |  |  |  |                                    |                                    |                                    |                                    |                                    |                                    |  |  |  |  |                                         |                                         |                                         |                                         |                                         |                                         |  |  |  |  |                                        |                                        |                                        |                                        |                                        |                                        |  |  |  |  |  |  |  |  |  |  |  |  |  |  |  |  |  |  |  |  |  |  |  |  |
|  |  |  |  |  |  |  |  | Lưu Khang                           | Lưu Khang                           | Lưu Khang                           | Lưu Khang                           | Lưu Khang                           | Lưu Khang                           |  |  |  |  | Lưu Hưng                           | Lưu Hưng                           | Lưu Hưng                           | Lưu Hưng                           | Lưu Hưng                           | Lưu Hưng                           |  |  |  |  | Lưu Hiển                           | Lưu Hiển                           | Lưu Hiển                           | Lưu Hiển                           | Lưu Hiển                           | Lưu Hiển                           |  |  |  |  | 12 Hán Thành Đế 33–7TCN 51-7TCN         | 12 Hán Thành Đế 33–7TCN 51-7TCN         | 12 Hán Thành Đế 33–7TCN 51-7TCN         | 12 Hán Thành Đế 33–7TCN 51-7TCN         | 12 Hán Thành Đế 33–7TCN 51-7TCN         | 12 Hán Thành Đế 33–7TCN 51-7TCN         |  |  |  |  |                                        |                                        |                                        |                                        |                                        |                                        |  |  |  |  |  |  |  |  |  |  |  |  |  |  |  |  |  |  |  |  |  |  |  |  |
|  |  |  |  |  |  |  |  | Lưu Khang                           | Lưu Khang                           | Lưu Khang                           | Lưu Khang                           | Lưu Khang                           | Lưu Khang                           |  |  |  |  | Lưu Hưng                           | Lưu Hưng                           | Lưu Hưng                           | Lưu Hưng                           | Lưu Hưng                           | Lưu Hưng                           |  |  |  |  | Lưu Hiển                           | Lưu Hiển                           | Lưu Hiển                           | Lưu Hiển                           | Lưu Hiển                           | Lưu Hiển                           |  |  |  |  | 12 Hán Thành Đế 33–7TCN 51-7TCN         | 12 Hán Thành Đế 33–7TCN 51-7TCN         | 12 Hán Thành Đế 33–7TCN 51-7TCN         | 12 Hán Thành Đế 33–7TCN 51-7TCN         | 12 Hán Thành Đế 33–7TCN 51-7TCN         | 12 Hán Thành Đế 33–7TCN 51-7TCN         |  |  |  |  |                                        |                                        |                                        |                                        |                                        |                                        |  |  |  |  |  |  |  |  |  |  |  |  |  |  |  |  |  |  |  |  |  |  |  |  |
|  |  |  |  |  |  |  |  | 13 Hán Ai Đế 26-1TCN 7-1TCN         | 13 Hán Ai Đế 26-1TCN 7-1TCN         | 13 Hán Ai Đế 26-1TCN 7-1TCN         | 13 Hán Ai Đế 26-1TCN 7-1TCN         | 13 Hán Ai Đế 26-1TCN 7-1TCN         | 13 Hán Ai Đế 26-1TCN 7-1TCN         |  |  |  |  | 14 Hán Bình Đế 9TCN–5SCN 1TCN-5SCN | 14 Hán Bình Đế 9TCN–5SCN 1TCN-5SCN | 14 Hán Bình Đế 9TCN–5SCN 1TCN-5SCN | 14 Hán Bình Đế 9TCN–5SCN 1TCN-5SCN | 14 Hán Bình Đế 9TCN–5SCN 1TCN-5SCN | 14 Hán Bình Đế 9TCN–5SCN 1TCN-5SCN |  |  |  |  | 15 Nhũ Tử Anh 5–8 25–25 5–25       | 15 Nhũ Tử Anh 5–8 25–25 5–25       | 15 Nhũ Tử Anh 5–8 25–25 5–25       | 15 Nhũ Tử Anh 5–8 25–25 5–25       | 15 Nhũ Tử Anh 5–8 25–25 5–25       | 15 Nhũ Tử Anh 5–8 25–25 5–25       |  |  |  |  |                                         |                                         |                                         |                                         |                                         |                                         |  |  |  |  |                                        |                                        |                                        |                                        |                                        |                                        |  |  |  |  |  |  |  |  |  |  |  |  |  |  |  |  |  |  |  |  |  |  |  |  |

- Thân phụ: Hán Nguyên Đế Lưu Thích.
- Thân mẫu: Hiếu Nguyên hoàng hậu Vương Chính Quân (孝元皇后王政君, 71 TCN - 13), cô mẫu của Vương Mãng (王莽).
- Hậu phi:

1. Hứa hoàng hậu (许皇后, ? - 8 TCN), cháu gái Cung Ai hoàng hậu (恭哀皇后), mẹ của Hán Nguyên Đế và là bà nội của Hán Thành Đế. Xuất thân danh môn, đắc sủng nhiều năm nhưng không con, sau bị 2 chị em họ Triệu hãm hại mà phế truất.
2. Hiếu Thành hoàng hậu Triệu Phi Yến (孝成皇后赵飞燕, 32 TCN - 1 TCN), đệ nhất mỹ nhân, một trong 2 đại mỹ nhân nhà Hán bên cạnh Vương Chiêu Quân (王昭君).
3. Triệu Hợp Đức (赵合德), em gái Triệu hoàng hậu, được phong Chiêu nghi (昭仪), đắc sủng làm càn, sát hại hoàng tử, sau khi Hán Thành Đế băng thì bị hạch tội ép tự vẫn.
4. Ban tiệp dư (班婕妤), tài nữ đương thời, đắc sủng nhiều năm trước 2 chị em họ Triệu, sau bị Triệu Hợp Đức đe dọa nên đến hầu ở cung Thái hậu.
5. Vệ tiệp dư (卫婕妤), tên Lý Bình (李平), thị nữ của Ban tiệp dư, sau bị Triệu Hợp Đức hại chết.
6. Mã tiệp dư (马婕妤), cô của Phục Ba tướng quân Mã Viện (馬援) thời Đông Hán.
7. Trương mỹ nhân (张美人), em gái của sủng thiếp của Vương Phượng.
8. Hứa mỹ nhân (许美人), sinh 1 hoàng nam vào năm 11 TCN, bị Triệu Hợp Đức giết hại.
9. Tào cung (曹宫), tự Vĩ Năng (伟能), sinh 1 hoàng nam vào năm 12 TCN, bị Triệu Hợp Đức sát hại.